# François Douville
 (janvier 2018).
François Douville, né à Saint-Denis-le-Gast en Normandie et mort le 29 janvier 1757, est un habitant pêcheur, navigateur et laboureur français originaire de Normandie, premier Européen installé en permanence sur l'Île-du-Prince-Édouard, au Canada.

## Biographie
François Douville est considéré comme le premier habitant permanent européen de l'île St Jean ou île-du-Prince-Édouard aujourd'hui avant l'établissement de la compagnie de l'Isle Saint-Jean du comte de St Pierre. Né à Saint-Denis-le-Gast en Normandie dans une famille de laboureurs, il aurait survécu avec ses compagnons d'infortune à la suite d'un naufrage grâce aux indiens micmacs.
Il possède un grand nombre de têtes de bétail ce qui en fait lors du recensement de la Roque un des notables de l'île : 
« Le Sr François Douville, habitant pecheur, navigateur et laboureur, natif de Saint Denis Le Gatz evêché de Coutance en Normandie, agé de 62 ans et il y en a 35 qu'il est dans le pays marié avec Dame Marie Rogé, native de La Rochelle, agée de 42 ans.
Ils ont 4 garçons et 3 filles : Jacques (24 ans), François (17 ans), Philippe (11 ans), Pierre (9 ans), Françoise (18 ans), Louise (14 ans) et Marguerite (3 ans).
Ils ont en bestiaux : 8 bœufs, 8 vaches, 4 génisses, 8 veaux, un cheval, 22 brebis, 9 cochons, 4 oies et 50 poules ou poulets et 20 dindes ou dindonneaux.
Le terrain où ils sont établis est situé au lieu du Nigeagant où ils ont fait un défriché où ils ont semé 60 boisseaux de bled froment et du guéret pour autant.
Ils ont un autre terrain au lieu appelé le fond des Étangs où il y a un moulin à bled, ledit terrain où est le moulin leur a été accordé par une permission de Monsieur de Bonnaventure en date de 1750, et le premier et celui qui suit leur ont été accordés par Messieurs de Pensens et Potier Dubuisson dont ils ont les concessions en datte de 1736.
Le dit terrain qui suit et qui leur appartient est situé au lieu appelé la pointe au havre Saint Pierre du Nord où ils ont fait un défriché pour un jardin, et le restant leur sert de grave pour la molue. Ils ont un bateau et deux chaloupes à pêches. Ils ont été incendiés où ils ont perdu tous leurs effets et leur maison qui a été consommée par le feu ». 
Il possède en outre un moulin et un bateau pour le cabotage avec lequel il peut gagner Louisbourg ou Québec et des chaloupes pour la pêche à la morue.
Établi à Saint-Pierre-du-Nord en 1719, il se marie avec Marie Élisabeth Rogé, fille d'un négociant de Québec Gabriel Rogé. Le coupe aura 11 enfants dont plusieurs fils seront marins.
Il meurt le 29 janvier 1757 à Saint-Pierre-du-Nord quelques mois avant la déportation de sa famille par les troupes britanniques.

## Descendance
Elle se disperse à la suite des différentes déportations de 1758, 1778 et 1794 et des choix d'installation à travers le monde : (Saint-Malo, Nantes, Lannion, Saint-Pierre-et-Miquelon, Pawtucket (Rhode Island), Louisiane, Malouines...)